# Aniba puchury-minor
Aniba puchury-minor är en lagerväxtart som först beskrevs av C. Martius, och fick sitt nu gällande namn av Carl Christian Mez. Aniba puchury-minor ingår i släktet Aniba och familjen lagerväxter. Inga underarter finns listade i Catalogue of Life.